# Peter Eykmann
Peter Eykmann (* 1. Juli 1941 in Kevelaer, Kreis Kleve; † 1. März 2006) war ein deutscher Politiker der FDP.

## Ausbildung und Beruf
Peter Eykmann besuchte die Volksschule, von der er 1952 auf das Gymnasium wechselte und das er bis 1959 besuchte. Von 1959 bis 1960 absolvierte er die Berufsfachschule. Seinen Wehrdienst leistete er von 1961 bis 1964 ab. Von 1964 bis 1966 besuchte er die Verwaltungsakademie, an der er das Verwaltungsdiplom erhielt. Ab 1964 war er Verwaltungsangestellter. 1965 wurde Eykmann Dienststellenleiter des Bundesverbandes für den Selbstschutz in Recklinghausen. Als Mitglied der deutschen Delegation beim NATO-Hauptquartier Europa-Mitte fungierte er von 1962 bis 1964.

## Politik
Peter Eykmann war seit 1955 Mitglied der FDP. Von 1964 bis 1971 war er Vorsitzender des FDP-Ortsverbandes Oer-Erkenschwick. Mitglied des Kreishauptausschusses Recklinghausen der FDP war er von 1964 bis 1965 und von 1967 bis 1971. Ab 1971 fungierte er als Vorsitzender des FDP-Kreisverbandes Recklinghausen und Mitglied des Bezirksvorstandes Ruhr-Ost der FDP. Ab 1973 war Eykmann Mitglied des Bundesfachausschusses Sicherheitspolitik der FDP. Mitglied des Landesvorstandes Nordrhein-Westfalen wurde er 1974. Mitglied der Deutschen Angestelltengewerkschaft war er ab 1972. Er hatte verschiedene Funktionen im Personalrat des Bundesverbandes für den Selbstschutz.
Peter Eykmann war vom 28. Mai 1975 bis zum 28. Mai 1980 Mitglied des 8. Landtages von Nordrhein-Westfalen, in den er über die Landesliste einzog.